# Aeschynanthus geminatus
Aeschynanthus geminatus là một loài thực vật có hoa trong họ Tai voi. Loài này được Zoll. & Moritzi mô tả khoa học đầu tiên năm 1845.